# معهد تيلجانجا لطب العيون
معهد تيلجانجا لطب العيون Tilganga Institute of Ophthalmology، الذي كان يُطلق عليه سابقًا مركز تيلجانجا للعيون،  في نيبال هو الهيئة المنفذة لبرنامج نيبال للعيون، وهو منظمة غير حكومية غير ربحية تأسست عام 1992. تم افتتاح المرفق الحالي في عام 1994. اعترفت منظمة الصحة العالمية بمعهد تيلجانجا لطب العيون كمركز متعاون مع منظمة الصحة العالمية لطب العيون في عام 2019. في نيبال، هو ثاني معهد وأول معهد في مجال طب العيون يحصل على هذا التصنيف.

## الخدمات المقدمة
وفقًا للمركز، تشمل التسهيلات المقدمة:
- مرفق طبي للعناية بالعيون يقدم خدمات للمرضى.
- قسم التعليم والتدريب الذي يدير برنامج الإقامة في الطب في طب العيون، وشهادة العلوم الصحية (طب العيون) والتدريب التطبيقي القصير للموظفين الطبيين المحليين والدوليين والعاملين في صحة العيون.
- وحدة توعية تدير 14 مركزًا مجتمعيًا للعيون في المناطق الريفية وعيادات جراحة مجهرية كبيرة الحجم للمجتمع الريفي في جميع أنحاء نيبال، وقد بذلت جهودًا مماثلة بانتظام في الصين وبنغلاديش وبوتان والهند وكمبوديا وكوريا الشمالية.[6]
- بنك عيون يتولى نشاط حصاد القرنية لتوفير القرنيات لعمليات زرع القرنية وبرامج التوعية للتغلب على مقاومة التبرع بالعين.
- منشأة تصنيع متخصصة في إنتاج عدسات باطن العين (IOLs) لاستخدامها في جراحة الساد.
- وحدة بحثية تركز على تحسين الأنشطة السريرية والتشغيلية. شاركت TIO نفسها باستمرار في الأنشطة البحثية لتطوير رعاية العيون.

## الروابط الخارجية
- الموقع الرسمي
- "معهد تيلجانجا لطب العيون في نيبال"
- نوار، ناريش. "العين بالعين". نيبالي تايمز. العدد 188 (19-25 مارس 2004)